# Arca di san Rusticiano
L'arca di san Rusticiano era un sarcofago in marmo di Botticino attribuibile alla cerchia di Gasparo Cairano e databile tra la fine del XV e l'inizio del XVI secolo, il cui unico frammento superstite è conservato nel museo di Santa Giulia di Brescia, nel settore "L'età veneta".

## Storia
L'arca marmorea viene realizzata probabilmente nei primi anni del XVI secolo per custodire i resti di san Rusticiano, vescovo di Brescia della fine del V secolo, da sempre riposti nella chiesa di San Zeno al Foro. Come testimonia l'iscrizione dedicatoria, ancora leggibile sul frammento, il nuovo sepolcro fu eseguito su disposizione testamentaria del cittadino Agostino Ugoni. Rimane comunque ignota la precedente collocazione delle reliquie.
L'arca rimane nella postazione originale per i secoli successivi, fino all'integrale ricostruzione dell'edificio operata alla prima metà del XVIII secolo. È in questa occasione, molto probabilmente, che il sarcofago finisce smembrato per essere sostituito da una moderna urna lignea di gusto barocco. Dell'apparato lapideo si salva solamente l'immagine del santo vescovo, forse per fine devozionale.
Il frammento perviene al museo dell'Età Cristiana, allestito nel coro delle monache del monastero di Santa Giulia, durante l'Ottocento. Con l'apertura del museo di Santa Giulia, nel 1998, trova collocazione definitiva nel settore "L'età veneta".

## Descrizione
Il frammento raffigura, lavorata a bassorilievo, una cornice architettonica con tozze lesene decorate a candelabra che reggono un arco modanato, al cui interno si inserisce l'immagine di san Rusticiano.
Il santo è coerentemente presentato in abito vescovile e relativi accessori, voltato leggermente a sinistra, accompagnato da un cartello nella metà inferiore dove sono menzionati il santo e Agostino Ugoni, finanziatore dell'opera. L'arco superiore è completato, agli estremi, da due conchiglie a loro volta racchiuse in una cornice.
Affiancano il rilievo centrale due lastre, parzialmente integre, lavorate con finissime candelabre, il cui sviluppo verticale è pari a quello del pannello centrale.

## Stile
L'assenza di documenti in grado di attestare l'artefice dell'arca rendono complessa una precisa attribuzione, anche a causa della ristrettezza del frammento pervenutoci. L'opera è attribuibile a uno scultore nella cerchia di Gasparo Cairano, attivo a Brescia tra il 1489 e il 1517.
In particolare, in questo San Rusticiano vi sono chiare affinità con simili immagini di santi di Antonio Mangiacavalli, collaboratore del Cairano. Si veda, ad esempio, il Sant'Antonio da Padova sul monumento funebre di Nicolò Orsini, conservato nello stesso museo di Santa Giulia.